# Chiriyakhana
Chiriakhana o Chiriyakhana (en bengalí: চিড়িয়াখানা; en inglés: The Zoo) es una película de suspenso en idioma bengalí de 1967, basada en la historia del mismo nombre de Sharadindu Bandyopadhyay, dirigida por Satyajit Ray protagonizada por Uttam Kumar como Byomkesh Bakshi. El guion está escrito por Satyajit Ray. La película fue considerada en su día la peor película de Ray por su compleja trama, pero hoy en día muchos intelectuales y expertos en cine la consideran la película más brillante de Ray. La actuación flexible de Uttam Kumar en la película fue elogiada por muchos críticos de la época. 

## Trama
El famoso detective privado Byomkesh Bakshi y su asistente Ajit están charlando cuando un nuevo cliente, el Sr. Nishanath Sen, llama a la puerta. Nishanath es una persona de mediana edad, un exjuez y un rico comerciante. Él necesita a Byomkesh por una razón muy especial. Está buscando los detalles de una vieja canción de una película bengalí ('Bhalobasar tumi ki jano') y de la actriz que la cantaba, Sunayana, ya que cree que se esconde en algún lugar de su enorme guardería, la Colonia Golap, bajo una identidad falsa. Nishanath, como juez, ahorcó al menos a ocho personas, pero después de su jubilación, debido al persistente arrepentimiento moral, ha dado cobijo a unos cuantos indigentes, que tienen o bien largos antecedentes penales o bien otras cualidades que los convierten en parias sociales. Byomkesh escucha todo y acepta el caso. Sen le paga el anticipo y le pide que visite su guardería. 
Byomkesh conoce a un experto en cine bengalí, Ramen Mullick, y se entera de la existencia del hijo del productor de cine, Murari. Se entera de que, cuando Murari hacía el amor con Sunayana, fue asesinado en su propia habitación. 20.000 rupias y muchos adornos de oro también fueron robados de la habitación de Murari. Sospechando el papel de Sunayana en el asesinato de Murari, un tribunal emitió una orden de arresto contra ella, pero ella desapareció y su paradero es desconocido. Ramen da los detalles sobre la actriz y también sobre la película y promete ayudar a Byomkesh siempre que lo necesite. 
Al día siguiente, Byomkesh y Ajit visitan el bungalow y la guardería de 24 parganas de Sen para conocer a los residentes que Sen ha acogido. Byomkesh viene disfrazado de un horticultor japonés llamado Okakura, mientras que Ajit aparece como su asistente indio. Sen les muestra todo el vivero, incluyendo la lechería, las aves de corral y un orquideario. Presenta a todos los residentes y Byomkesh fotografía a todos. A los pocos días, Sen hace otra llamada a Byomkesh pidiéndole que vuelva a visitarlo, pero la conversación queda inconclusa ya que el Sr. Sen es golpeado hasta la muerte con un arma contundente. Byomkesh y Ajit son visitados al día siguiente por un inspector de policía que quiere su ayuda en el asesinato de Sen, sin saber de las relaciones preexistentes de Byomkesh con el Sen. Byomkesh y Ajit regresan a la colonia e interrogan a todos los interesados en la guardería de Sen. Después de una investigación exhaustiva, Byomkesh se da cuenta de que el caso no será fácil de resolver, ya que hay varios motivos y personas detrás de la muerte de Sen. Después de unos días, otro asesinato ocurrió dentro de la colonia Golap: esta vez la víctima es Panu, un sordomudo y uno de los sospechosos que presenció el asesinato de Sen. El asesino de Panu usó la misma arma y método que se usó para matar a Sen. 
Byomkesh llega de nuevo al lugar, examina todo y decide grabar los interrogatorios con su grabadora de voz. Interroga a todos los sospechosos: Bijoy (sobrino del Sr. Sen), Rasiklal, Muskil Mian, Brajo Das (empleados de Sen), Nepal Gupta (un profesor) y el Dr. Das (un médico y sitarista), y a todas las mujeres, incluyendo a la Sra. Damayanti (viuda de Sen), Mukul (hija de Nepal) Nazar bibi (esposa de Muskil) y Banalakshimi - una de la lista de sospechosos. Byomkesh toma una vieja fotografía de Sunayana e intenta compararla con todas las mujeres bajo sospecha, pero no logra hacerla coincidir. 
Poco después de la última ronda de interrogatorios, Brajo llega a la casa de Byomkesh y confiesa sobre la vida personal de su señor. Dice que Damayanti Sen no era la esposa legal de Sen, sino una socia que vivía en la casa. Hace muchos años, Sen sentenció a muerte al marido de Damayanti, Lal Singh, por un caso criminal. Pero Lal no es colgado, sino encarcelado por 14 años debido a la concesión dada por un alto tribunal. Lal más tarde mata a una persona para robar su coche. Toma muchas partes del coche y las tira por la ventana del bungalow de Sen cada quince días para amenazarlo. Lal a menudo visita a Damayanti en secreto por dinero. Pero la investigación de Byomkesh revela muchas otras posibilidades también. Encuentra una cinta del Dr. Das tocando su sitar en la habitación del doctor; esta cinta fue reproducida en el fondo durante el asesinato de Sen (la cinta fue escuchada por Byomkesh a través del teléfono). Byomkesh también encuentra que Bijoy abandonó a Mukul por Banalaxmi. Byomkesh sabe que Sen no habría aceptado la relación de Bijoy con Banalaxmi, por lo que existe la posibilidad de que Bijoy asesinara a Sen para casarse con Banalaxmi y heredar la riqueza de Sen. 
En su habitación, Byomkesh nota una flor de plástico, que desencadena una nueva línea de pensamiento en él. Rápidamente toma la foto de Sunayana y la compara con las cuatro fotos de mujeres y va a hacer un análisis detallado. Llama a todos y finalmente revela al Dr. Das como la persona detrás del asesinato de Sen y Panu. El Dr. Das dijo antes que estaba jugando a la cítara en su habitación cuando el asesinato estaba ocurriendo. Pero esta declaración fue desmentida cuando Byomkesh encontró la cinta que estaba en la habitación del Dr. Das durante el asesinato; el argumento de que estaba en su habitación tocando su sitar era la coartada de Das. Byomkesh les muestra las joyas robadas y los papeles del contrato de 'Sunayana' que Das estuvo escondiendo durante mucho tiempo. Banalakshmi, el empleado de esta guardería, se revela como la actriz Sunayana y la esposa del Dr. Das. Ella declara que se sometió a una cirugía plástica para cambiar su rostro (que Byomkesh realizó mientras contemplaba la flor plástica). Finalmente Banalakshmi confiesa que su marido explotó su belleza para hacer dinero y cómo asesinó a Murari, Sen y Panu para destruir todas las evidencias de su criminalidad.

## Reparto
- Uttam Kumar como Byomkesh Bakshi
- Shailen Mukherjee como Ajit Bandopadhyay
- Kalipada Chakraborty como Rasiklal
- Jahar Ganguli como Ramen lahiri
- Subhendu Chatterjee como Bijoy
- Bankim Ghosh como Brajadas
- Nripati Chattopadhyay como Mushkil Mia
- Kanika Majumdar como Damayanti
- Shyamal Ghoshal como el Dr. Bhujangadhar Das

## Premios
| Ocasión                       | Premio          | Ganador      | Resultado |
| ----------------------------- | --------------- | ------------ | --------- |
| XV Premios Nacionales de Cine | Mejor Dirección | Satyajit Ray | Ganado    |
| XV Premios Nacionales de Cine | Mejor Actor     | Uttam Kumar  | Ganado    |